# Wilhelmsdorf (Gemeinde Poysdorf)
Wilhelmsdorf ist eine Ortschaft und Katastralgemeinde der Gemeinde Poysdorf im Bezirk Mistelbach, Niederösterreich. Bis 1. Jänner 1966 war Wilhelmsdorf eine eigenständige Gemeinde.

## Lage
Wilhelmsdorf grenzt an den westlichen Stadtrand an Poysdorf. Zu erreichen ist Wilhelmsdorf entweder über die B7 Brünner Straße aus dem Osten oder über die B219 Poysdorfer Straße aus dem Westen. Eine Straße führt auch nach Kleinhadersdorf.
Im Süden liegt ein Badeteich mit einem Beachvolleyballplatz und einer Minigolfanlage.

Durch Wilhelmsdorf fließt der Runsenbach, der später in den Poybach mündet.

## Geschichte

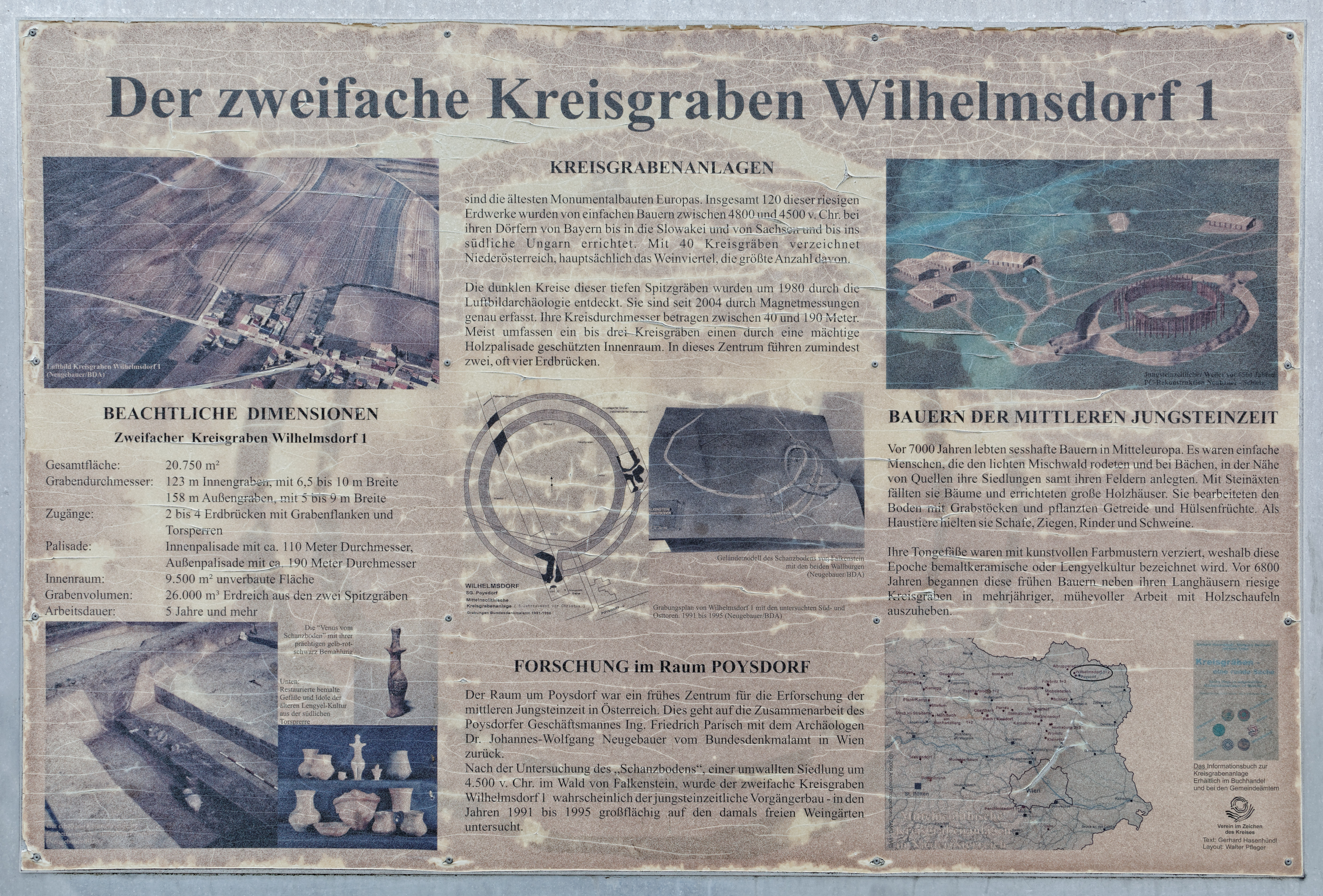
Infotafel zur Kreisgrabenanlage bei Wilhelmsdorf

Eine in der mittleren Jungsteinzeit errichtete Kreisgrabenanlagen konnte beim Ort lokalisiert werden.
Laut Adressbuch von Österreich waren im Jahr 1938 in der Ortsgemeinde Wilhelmsdorf ein Gastwirt, ein Gemischtwarenhändler, ein Schuster, ein Viktualienhändler, zwei Weinsensale und einige Landwirte ansässig.

## Radwege
Das Radfahren im Weinviertel erfreut sich besonderer Beliebtheit. In letzter Zeit wurde deswegen auch viel an der Beschilderung gearbeitet, es wurden sogenannte Themenradwege erstellt, die den Namen verschiedener Weinsorten tragen.

### Radwege durch Wilhelmsdorf
- Veltliner: ca. 73 km; Rundkurs Poysdorf – Wilhelmsdorf – Kleinhadersdorf – Föllim – Altruppersdorf – Zlabern – Neudorf im Weinviertel – Kottingneusiedl – Laa an der Thaya – Wildendürnbach – Pottenhofen – Ottenthal – Falkenstein – Poysbrunn – Herrnbaumgarten – Poysdorf.
- Sylvaner: ca. 60 km; Rundkurs Poysdorf – Wilhelmsdorf – Kleinhadersdorf – Föllim – Altruppersdorf – Ameis – Waltersdorf bei Staatz – Hörersdorf – Asparn an der Zaya – Mistelbach – Wilfersdorf – Bullendorf – Ebersdorf a. d. Zaya – Walterskirchen – Poysdorf.
- Das Poysdorfer Schwammerl: ca. 25 km; Rundkurs Poysdorf – Wilhelmsdorf – Kleinhadersdorf – Erdberg – Ketzelsdorf – Walterskirchen – Poysdorf.

## Maria Bründl
Die Kirche Maria Bründl (1740–1751) erbaut durch Donato Felice d’Allio ist ein beliebtes Wallfahrtsziel, wo auch die Samstagabend-Messe der Gemeinde Poysdorf gefeiert wird.
Zweimal jährlich – jeweils zu Beginn und zu Ende der Sommerferien – wird das Bründlfest gefeiert. Der Name leitet sich von einer Quelle nahe der Kirche ab (Bründl bedeutet kleiner Brunnen/Quelle).

## Söhne und Töchter der Ortschaft
- Karl Strobl (1908–1984), Hochschulseelsorger